# السها (نجم)
السُّهَا أو السُّهَى أو السّتا أو الصَّيْدَقُ أو نُعَيْشُ (وورد في بعض المخطوطات والكتب باسم يَعِيشُ، وهو تصحيف كلمة نُعَيْش) هو نجم مرافق لنجم المئزر وأكثر خفوتاً منه، لكنهما نجم مزدوج بالنسبة للناظر من على سطح الأرض بالعين المجردة الموجود في كوكبة الدب الأكبر (بنات نعش الكبرى).